# Tindersticks
Tindersticks je alternativní rocková hudební skupina založená v roce 1991 v Nottinghamu. Vedle studiových alb složila také hudbu k několika filmům francouzské režisérky Claire Denis.

## Historie
Skupina vznikla v roce 1991 v britském Notthinghamu. Skupinu založil v roce 1991 zpěvák Stuart A. Stapples. Mezi další členy kapely patří David Leonard Boulter, Neil Fraser, Dan McKinna a Earl Harvin. První demo nahráli v roce 1992. První dvě alba byla eponymní. V 90. letech vydali několik přelomových alb, která určovala vývoj alternativní kytarové hudby.[zdroj⁠?!] V té době také navázali přelomovou spolupráci s režisérkou Claire Denis, se kterou nahráli několik soundtracků k jejím filmům. Spolupráce začala filmem Nénette et Boni v roce 1996.

## Hudba
Hudba skupiny Tindersticks má několik významných prvků. Jedná se o romantické, bohatě instrumentované hudební aranže, které doprovázejí rockové či romantické balady. Dnes již vydávají spíše kompilační alba, poslední řádné album je z roku 2021.

## Diskografie

### Studiová alba
- Tindersticks (1993)
- Tindersticks (1995)
- Curtains (1997)
- Simple Pleasure (1999)
- Can Our Love… (2001)
- Waiting for the Moon (2003)
- The Hungry Saw (2008)
- Falling Down a Mountain (2010)
- The Something Rain (2012)
- Across Six Leap Years (2013)
- The Waiting Room (2016)
- No Treasure but Hope (2019)
- Distractions (2021)
- Soft Tissue (2024)

## Filmová hudba
- Nénette et Boni (1996)
- Trouble Every Day (2001)
- Warten auf den Mond (2007)
- 35 rhums (2008)
- White Material (2009)
- Les Salauds (2013)
- Minute Bodies: The Intimate World of F. Percy Smith (2016)
- High Life (2018)
- Adolescentes (2019)
- Stars at Noon (2022)
- Avec amour et acharnement (2022)